# Peterborough United Football Club 2012-2013
Questa pagina raccoglie i dati riguardanti il Peterborough United Football Club nelle competizioni ufficiali della stagione 2012-2013.

## Rosa
Rosa aggiornata al 2 settembre 2012
| N. |                             | Ruolo | Calciatore       |
| -- | --------------------------- | ----- | ---------------- |
| 1  | Austria (bandiera)          | P     | Robert Olejnik   |
| 3  | Inghilterra (bandiera)      | D     | Craig Alcock     |
| 4  | Inghilterra (bandiera)      | D     | Shaun Brisley    |
| 5  | RD del Congo (bandiera)     | D     | Gabriel Zakuani  |
| 6  | Inghilterra (bandiera)      | C     | Michael Bostwick |
| 7  | Scozia (bandiera)           | C     | Danny Swanson    |
| 8  | Inghilterra (bandiera)      | A     | Lee Tomlin       |
| 9  | Inghilterra (bandiera)      | A     | Tyrone Barnett   |
| 10 | Scozia (bandiera)           | C     | George Boyd      |
| 11 | Irlanda del Nord (bandiera) | C     | Grant McCann     |
| 12 | Inghilterra (bandiera)      | A     | Emile Sinclair   |
| 13 | Inghilterra (bandiera)      | P     | Joe Day          |
| 14 | Inghilterra (bandiera)      | C     | Tommy Rowe       |

| N. |                        | Ruolo | Calciatore                |
| -- | ---------------------- | ----- | ------------------------- |
| 15 | Inghilterra (bandiera) | A     | Dave Hibbert              |
| 16 | Irlanda (bandiera)     | C     | Daniel Kearns             |
| 17 | Inghilterra (bandiera) | C     | Joe Newell                |
| 19 | Inghilterra (bandiera) | C     | Mark Little               |
| 20 | Inghilterra (bandiera) | C     | Nathaniel Knight-Percival |
| 21 | Inghilterra (bandiera) | A     | Nick Ajose                |
| 22 | Inghilterra (bandiera) | A     | Jonson Clarke-Harris      |
| 23 | Irlanda (bandiera)     | C     | Lee Frecklington          |
| 23 | Italia (bandiera)      | C     | Davide Petrucci           |
| 24 | Sudafrica (bandiera)   | D     | Kgosi Ntlhe               |
| 25 | Inghilterra (bandiera) | D     | Peter Grant               |
| 26 | Inghilterra (bandiera) | A     | Paul Taylor               |
| 44 | Inghilterra (bandiera) | C     | Nathaniel Mendez-Laing    |